# Cres - Lošinj
Cres - Lošinj este o arie protejată (sit de importanță comunitară — SCI) din Croația întinsă pe o suprafață de 52.574,64 ha, integral marine.

## Localizare
Centrul sitului Cres - Lošinj este situat la coordonatele 44°35′59″N 14°34′03″E / 44.599796°N 14.56751°E.

## Înființare
Situl Cres - Lošinj a fost declarat sit de importanță comunitară în iulie 2013 pentru a proteja 1 specie de animale.

## Biodiversitate
Situată în ecoregiunea marină mediteraneană, aria protejată nu include niciun habitat protejat.
La baza desemnării sitului se află o specie protejată de  mamifere: delfin mare (Tursiops truncatus).